# Gaudérique Roget
Gaudérique Roget (Millas, 14 gennaio 1846 – Parigi, 7 aprile 1917) è stato un generale francese.

## Biografia

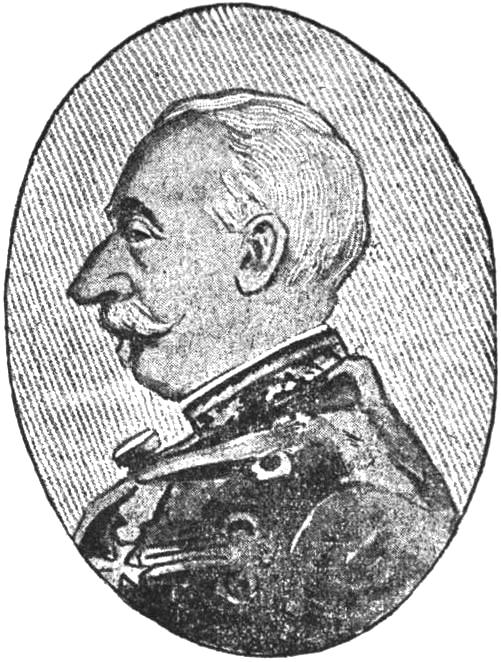
Profilo del generale eseguito nel 1899

Figlio di un gendarme, Gaudérique Roget apparteneva ad una famiglia con la vocazione militare. Entrato alla École spéciale militaire de Saint-Cyr nell'ottobre del 1864, venne nominato sottotenente dei cacciatori a piedi nel 1866. Nel 1867 frequentò l'École d'application d'état-major. Nei primi anni del secondo impero francese venne nominato tenente e venne inviato in Algeria.
Nel 1870, con lo scoppio della guerra contro la Germania, Roget, allora aiutante di campo del generale Lajaille, prese parte alla battaglia di Saint-Privat prima di essere fatto prigioniero all'assedio di Metz. Liberato, rientrò in Francia il 18 marzo 1871 e venne promosso al rango di capitano ottenendo nel contempo la legion d'onore (nel 1892 venne poi promosso al rango di ufficiale).
Promosso tenente colonnello nel 1890, Roget venne impiegato in Algeria tra il 1886 ed il 1890. Raggiunse il grado di colonnello, poi ottenne il grado di generale di brigata nel 1897 ed entrò a servizio del ministero della guerra. Capo di gabinetto dei ministri Cavaignac, Zurlinden e Chanoine (giugno-ottobre 1898), ricevette il comando della 17ª brigata di fanteria di stanza a Parigi.

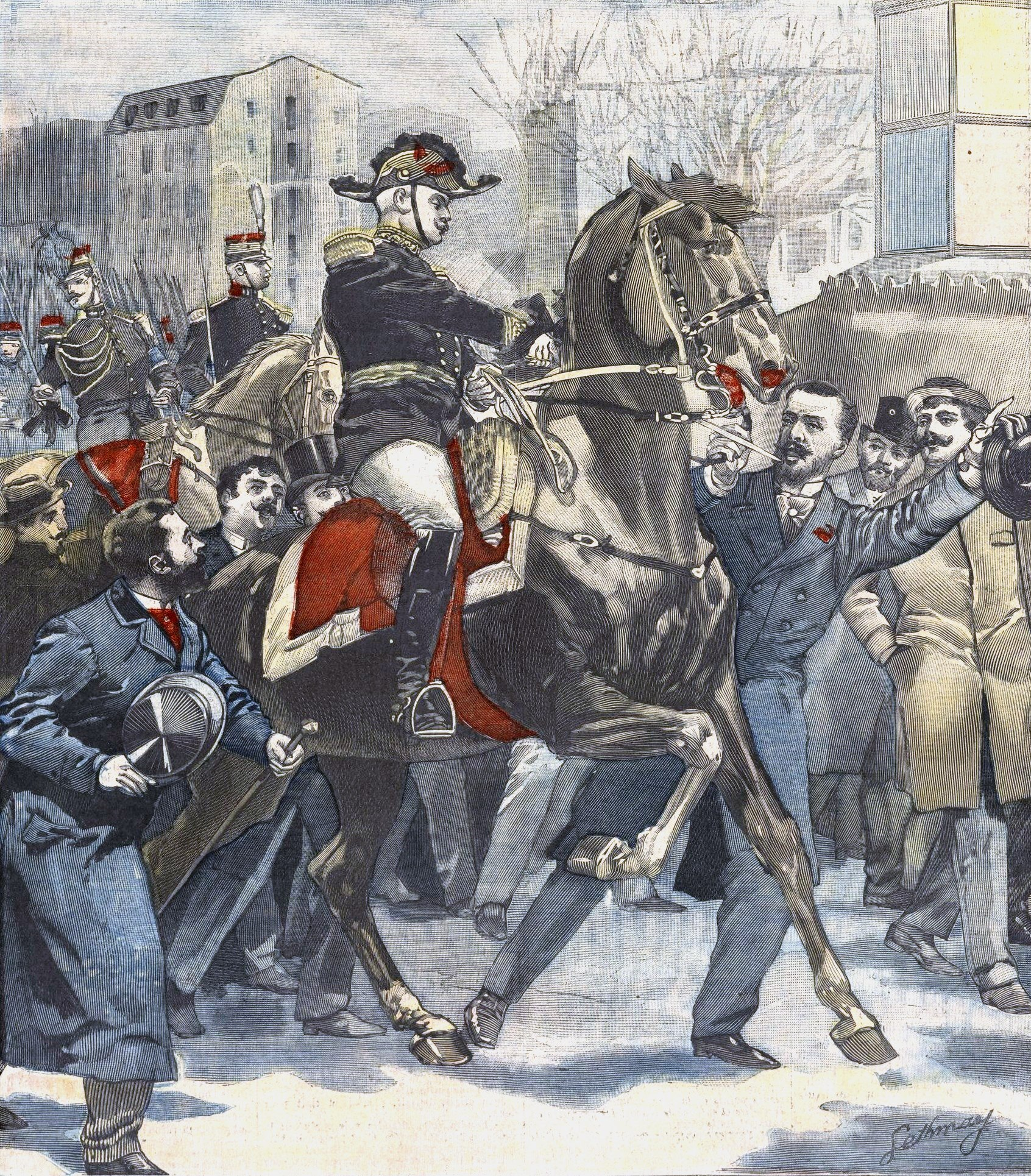
Il nazionalista Paul Déroulède frena il cavallo del generale Roget per indurlo a marciare sull'Eliseo

Il 23 febbraio 1899, ai funerali del presidente Félix Faure, il generale Roget comandò lo schieramento del 4º e dell'82º reggimento di fanteria di linea. Al ritorno delle truppe alla caserma di Reuilly venne avvicinato dal nazionalista e anti-dreyfusardo Paul Déroulède che gli chiese se fosse disposto a marciare coi suoi uomini sul palazzo dell'Eliseo e prendere così il potere in Francia. Malgrado le sue convinzioni personali da anti-dreyfusardo per le quali si era speso segretamente per diversi mesi, il generale rifiutò e fece allontanare Déroulède, e lo accusò in seguito di tradimento della nazione.
Nonostante questo atto dichiarato di fedeltà alla repubblica (probabilmente dovuto alla lungimiranza del generale nel vedere l'impossibilità del tentativo di colpo di Stato che venne improvvisato quel giorno), Roget venne allontanato da Parigi e trasferito di stanza ad Orléans nel giugno di quell'anno e poi a Belfort alla fine del mese, alla testa della 28ª brigata di fanteria. Chiese di essere congedato nel 1907 e dal 14 gennaio 1908 venne posto in riserva.
Morì a seguito di una lunga malattia il 7 aprile 1917 nel suo appartamento di rue de l'Université a Parigi, e venne sepolto nel cimitero di Castelnaudary dopo la celebrazione delle esequie l'11 aprile nella chiesa di San Tommaso d'Aquino a Parigi.